# Uttar 24 Pargana

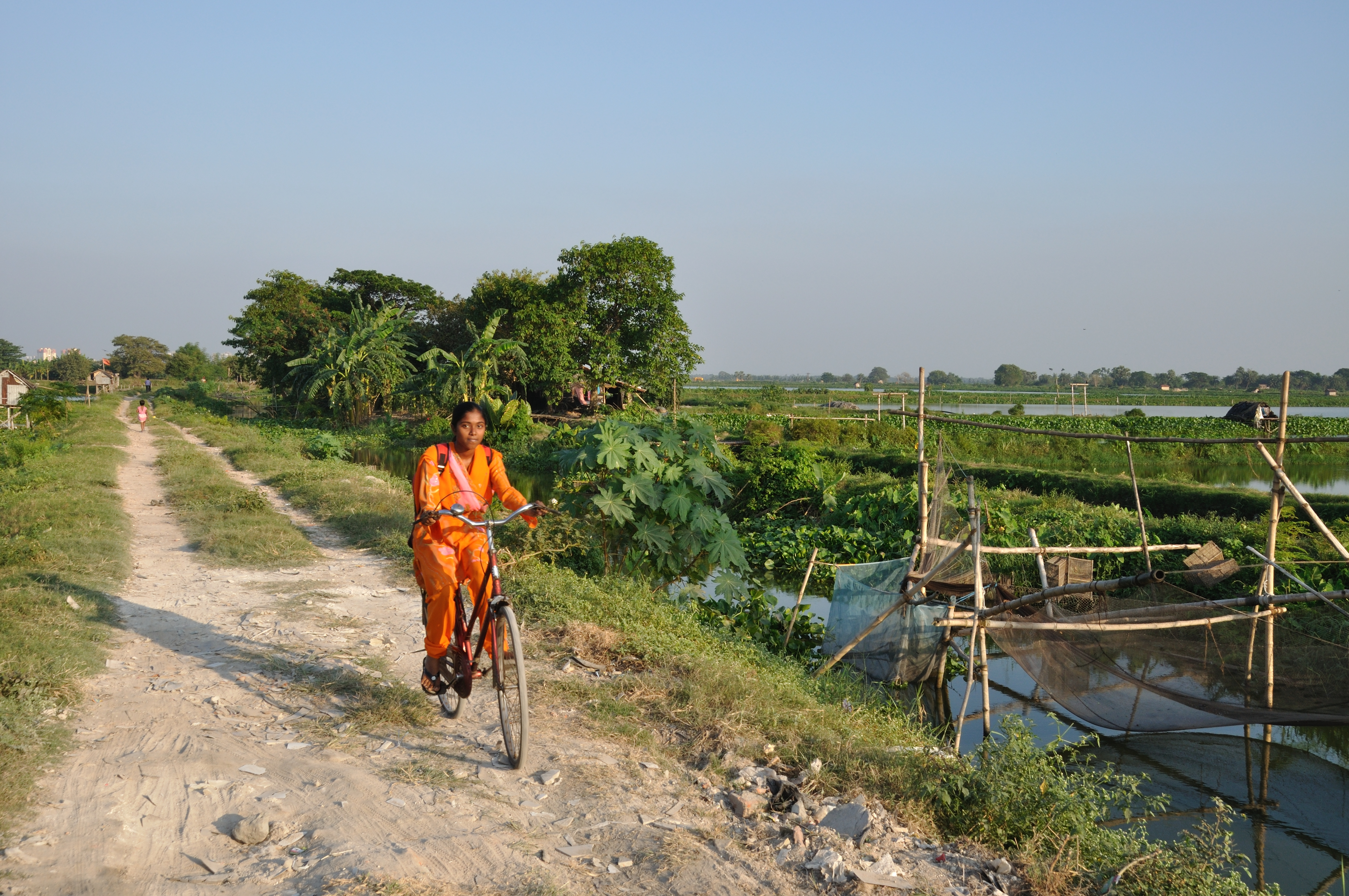
Felder und Fischernetze bei Bidhannagar

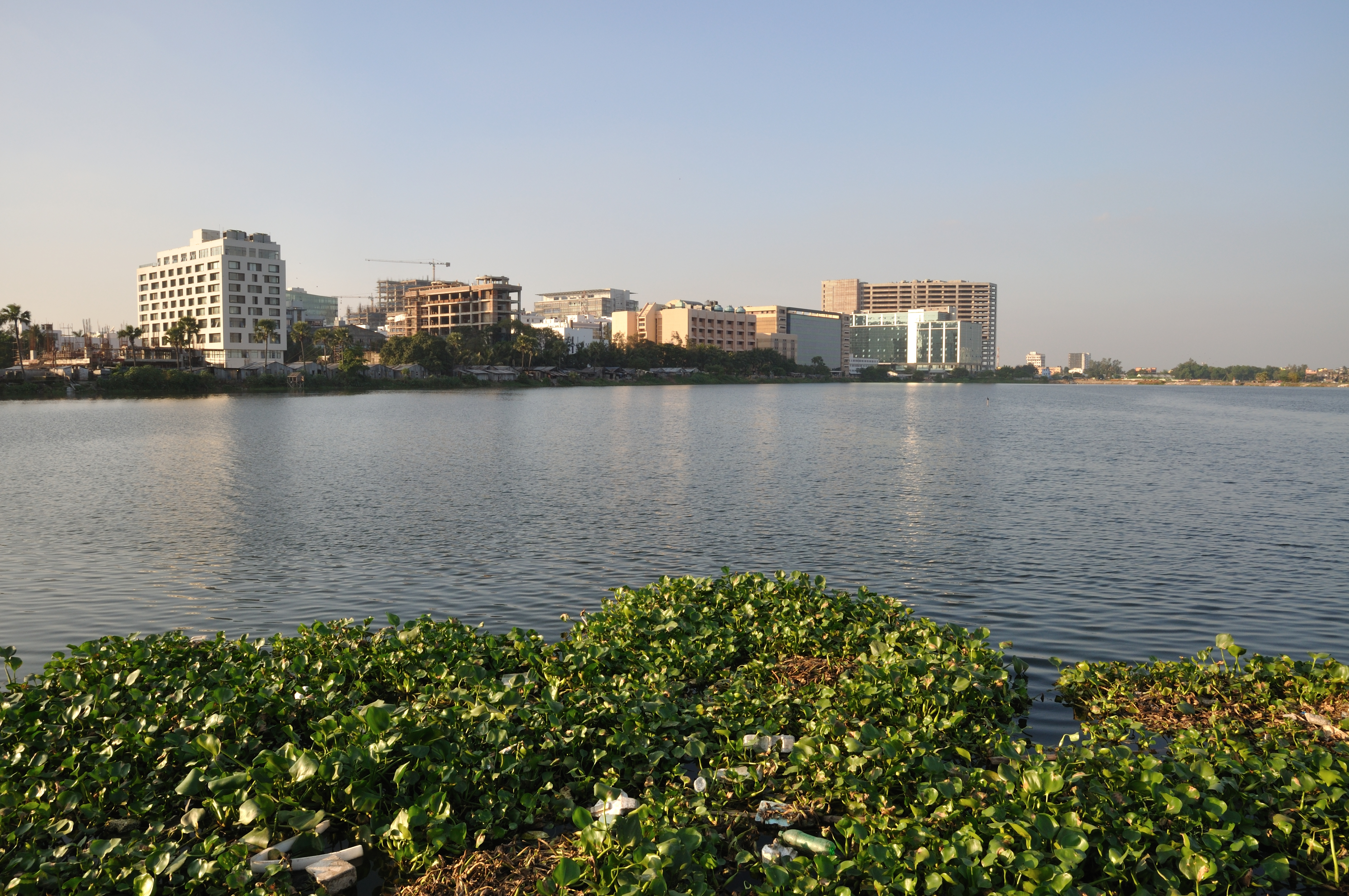
Salzsee bei Bidhannagar

Der Distrikt Uttar 24 Pargana (bengalisch উত্তর চব্বিশ পরগণা জেলা) oder North Twenty Four Parganas („nördliche 24 Parganas“) ist ein Distrikt im indischen Bundesstaat Westbengalen. Seit der Aufteilung des Distrikts Thane in Maharashtra im August 2014 ist Uttar 24 Pargana mit mehr als 10 Millionen Einwohnern der bevölkerungsreichste Distrikt Indiens. Hauptstadt ist die 25 km nordöstlich vom Stadtzentrum Kalkuttas gelegene Stadt Barasat, die noch zur Agglomeration Kalkutta gehört.

## Geografie
Der im Mündungsdelta des Ganges gelegene Distrikt Uttar 24 Pargana grenzt im Süden an den Golf von Bengalen, im Südwesten an den Distrikt Dakshin 24 Pargana, im Westen an die Hauptstadt Westbengalens Kalkutta und den Distrikt Haora, im Nordwesten an den Distrikt Hugli und im Norden an den Distrikt Nadia sowie im Osten an Bangladesch. Die durchschnittliche Höhe liegt bei ca. 10 bis 15 m ü. d. M. Das Klima ist meist schwül und in den Monsunmonaten (zweite Juniwoche bis Ende September) sehr regenreich. Der Jahresniederschlag liegt bei etwa 1750 mm. Die Wintermonate November bis Februar gelten mit Temperaturen zwischen 9 und 26 °C als angenehm. Der Waldanteil im Distrikt ist aufgrund der dichten Besiedelung sehr gering und liegt bei etwa 1 Prozent der Distriktfläche.
Der Distrikt wurde (wie auch die benachbarten Distrikte) in der Vergangenheit häufig von Naturkatastrophen (Zyklonen, Überschwemmungen, Dürreperioden) heimgesucht.
Im Jahr 2011 war der Distrikt in fünf Subdivisionen eingeteilt: Bongaon, Barasat, Barackpur, Bidhannagar und Basirhat.

## Geschichte
Das fruchtbare Schwemmland im Gangesdelta veranlasste bereits früh Menschen zur Sesshaftigkeit. Durch die häufiger wechselnden Wasserläufe wurden Siedlungen jedoch oft überschwemmt und wieder aufgegeben, weswegen sich lange Zeit keine größeren Siedlungen und ganz festen Herrschaften etablierten. Die Region geriet wohl nicht unter die direkte Kontrolle des Gupta-Reichs, befand sich aber unter dessen kulturellem Einfluss. Sie gehörte zeitweilig auch zum Pala-Reich. Im 16. Jahrhundert wurde sie wiederholt von portugiesischen Piraten heimgesucht und kam unter den Einflussbereich des Mogulreichs. In der Zerfallsphase des Mogulreichs im 18. Jahrhundert etablierte die Britische Ostindien-Kompanie hier ihre Herrschaft. Nach der Schlacht bei Plassey 1757 trat der Nawab von Bengalen das Recht der Steuereintreibung in 24 Parganas und Janglimahals (kleinen Verwaltungseinheiten) an die Kompanie ab. Dieses Recht erhielt zunächst Robert Clive, der Sieger von Plassey, gewissermaßen als persönliche Pfründe übertragen. Nach dem Tod Clives 1774 fielen die Rechte zurück an die Ostindien-Kompanie. In den folgenden Jahrzehnten kam es zu mehrfachen Änderungen der Verwaltungsgrenzen. 1824 wurde die Distriktverwaltung der 24 Parganas von Calcutta (das selbst nicht Teil der Parganas war) nach Baruipur und 1828 nach Alipur verlegt. 1824 kam es in Barrackpore im Vorfeld des ersten Anglo-Birmanischen Krieges zu einer Meuterei von Sepoys, die sich aus religiösen Gründen weigerten, per Schiff zum Einsatzort transportiert zu werden. Der Aufstand wurde blutig niedergeschlagen. Auch vom Indischen Aufstand von 1857 wurde der Distrikt erfasst. Im ab 1947 unabhängigen Indien kam der Distrikt zum Bundesstaat Westbengalen. 1983 empfahl eine zur Verwaltungsreform eingesetzte Kommission die Aufteilung des Distrikts 24 Parganas in einen nördlichen und einen südlichen Anteil, was am 1. März 1986 umgesetzt wurde. Es entstanden neu die Distrikte Uttar 24 Pargana und Dakshin 24 Pargana.

## Bevölkerung

### Einwohnerentwicklung
Bereits in den ersten Jahrzehnten des 20. Jahrhunderts wuchs die Bevölkerung sehr stark. Seit der Unabhängigkeit Indiens hat sich die Bevölkerungszunahme beschleunigt. Während die Bevölkerung in der ersten Hälfte des 20. Jahrhunderts um rund 108 % zunahm, betrug das Wachstum in den fünfzig Jahren zwischen 1961 und 2011 220 %. Die Bevölkerungszunahme zwischen 2001 und 2011 lag bei 12,04 % oder rund 1.075.000 Personen.

### Größere Orte
Im Distrikt gab es beim Zensus 2011 107 Orte, die als städtische Siedlungen (27 municipalities und 78 census towns) galten. 5.732.162 der 10.009.781 Einwohner (57,27 %) lebten in städtischen Gebieten. Insgesamt 22 Städte hatten mehr als 100.000 Einwohner. Diese sind mehrheitlich Vorstädte der Millionenstadt Kolkata. Die zehn Orte mit mehr als 200.000 Einwohnern waren:
Weitere Städte mit mehr als 100.000 Einwohnern waren Madhyamgram (196.127), Barrackpore (152.783), Habra (147.221), North Barrackpore (North Barrackpur, 132.806), Kanchrapara (129.576), Basirhat (125.254), Halisahar (124.939), Ashokenagar Kalyangarh (Ashoknagar, 21.592), Titagarh (116.541), Dum Dum (114.786), Bongaon (Bangaon, 108.864) und Khardah (108.496).

### Soziale Schichtung, Ethnien
2.169.084 Personen (21,67 %) gehörten 2011 zu den registrierten unterprivilegierten Kasten (scheduled castes) und 264.597 (2,64 %) waren Angehörige registrierter Stammesgemeinschaften (scheduled tribes). Zu letzteren gehören in Westbengalen 40 Volksgruppen. Mehr als 5000 Angehörige zählen die Munda (61.215 Personen, 0,61 % der Distriktsbevölkerung), Oraon, (41.679, 0,42 %), Bhumij (38.750, 0,39 %), Bedia (28.904, 0,29 %), Santal (9901, 0,10 %), Gond (7036, 0,07 %) und Mahali (5065, 0,05 %).
Die anerkannten Stammesgemeinschaften haben ihre Hochburgen in den Städten Palashi (14,03 %), Minakhan (8,35 %), Ichhapur Defense Estate (7,42 %), Balihati (7,20 %), Kaugachhi (5,93 %), Sadpur (5,89 5) und Bandipur (5,22 %) sowie den Blocks Sandeshkhali I (25,95 %), Sandeshkhali II (23,42 %), Minakhan (9,32 %), Hingalaganj (7,30 %), Haroa (5,94 %) und Bagda (5,33 %).

## Wirtschaft
Der Süden des Distrikts ist in hohem Maße landwirtschaftlich geprägt. Die Böden der Sundarbans sind fruchtbar, doch sind die Erträge (hauptsächlich Reis und Zuckerrohr) von Überschwemmungen und Stürmen bedroht. Auch Viehzucht und Fischfang werden in geringem Umfang betrieben. Der Norden des Distrikts ist dicht besiedelt und teilweise industrialisiert. Hier befinden sich mehrere Großstädte, die sich mehr oder weniger übergangslos aneinanderreihen.

## Sehenswürdigkeiten

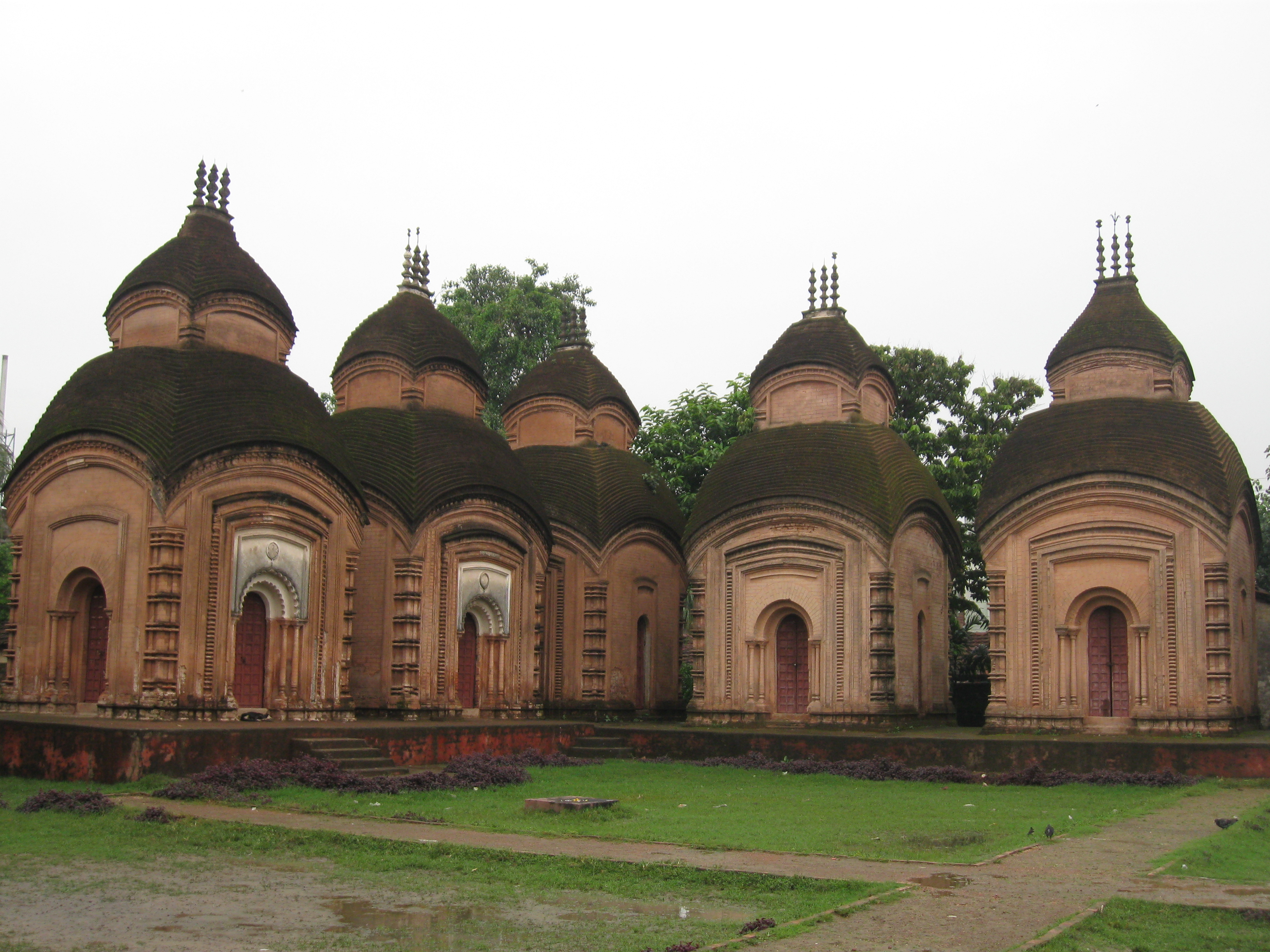
Barakpur – 26-Shiva-Tempel

- Aus dem 17. Jahrhundert stammt das aus 26 Schreinen bestehende Shiva-Heiligtum von Barakpur.[10]
- Dakshineshwar-Tempel, die Wirkungsstätte Ramakrishnas
- Ländliche Lehmarchitektur findet sich nur im Süden des Distrikts. Im Norden dominieren neuzeitliche mehrgeschossige Wohn- und Bürogebäude.

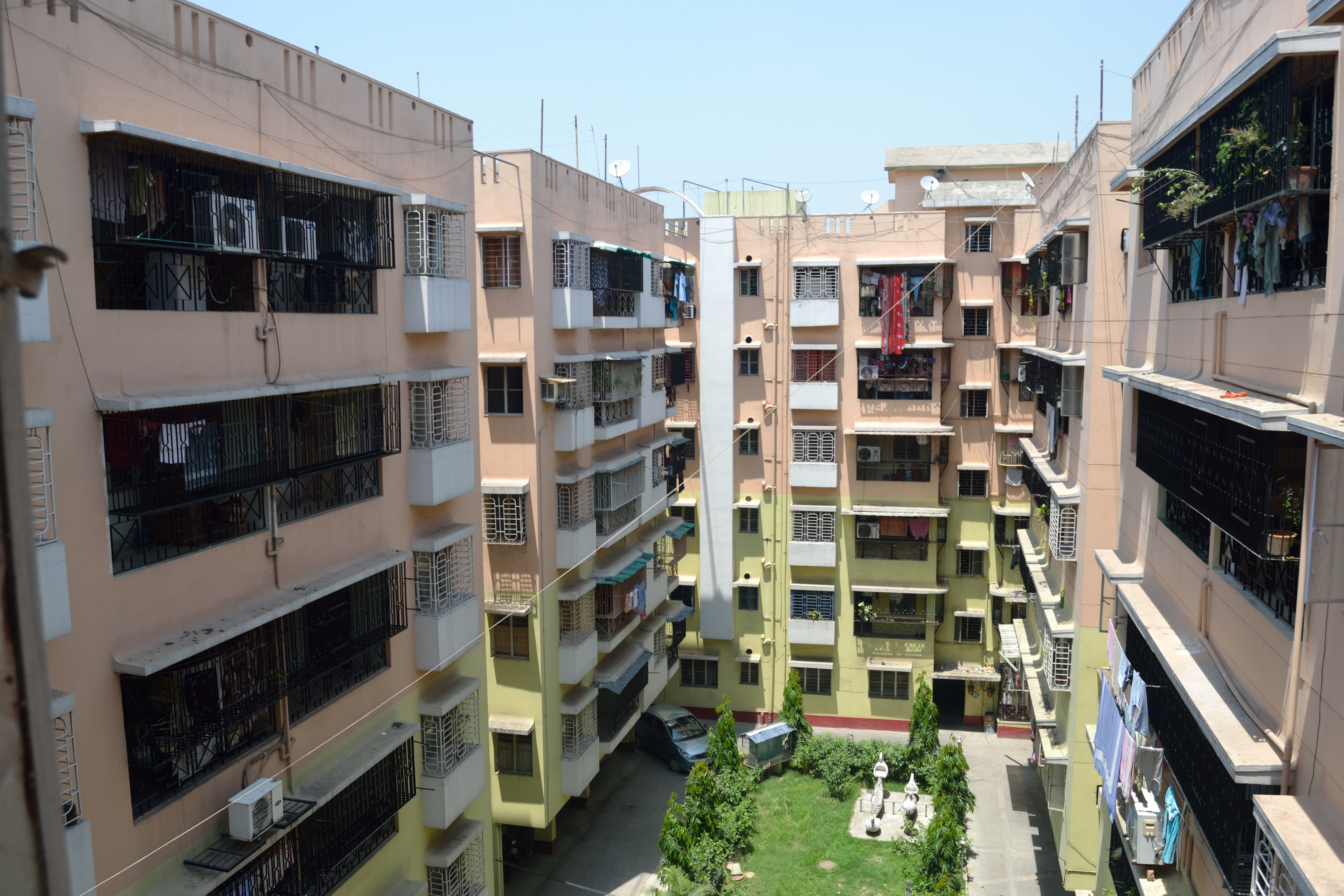
Wohnhauskomplex in Dum Dum
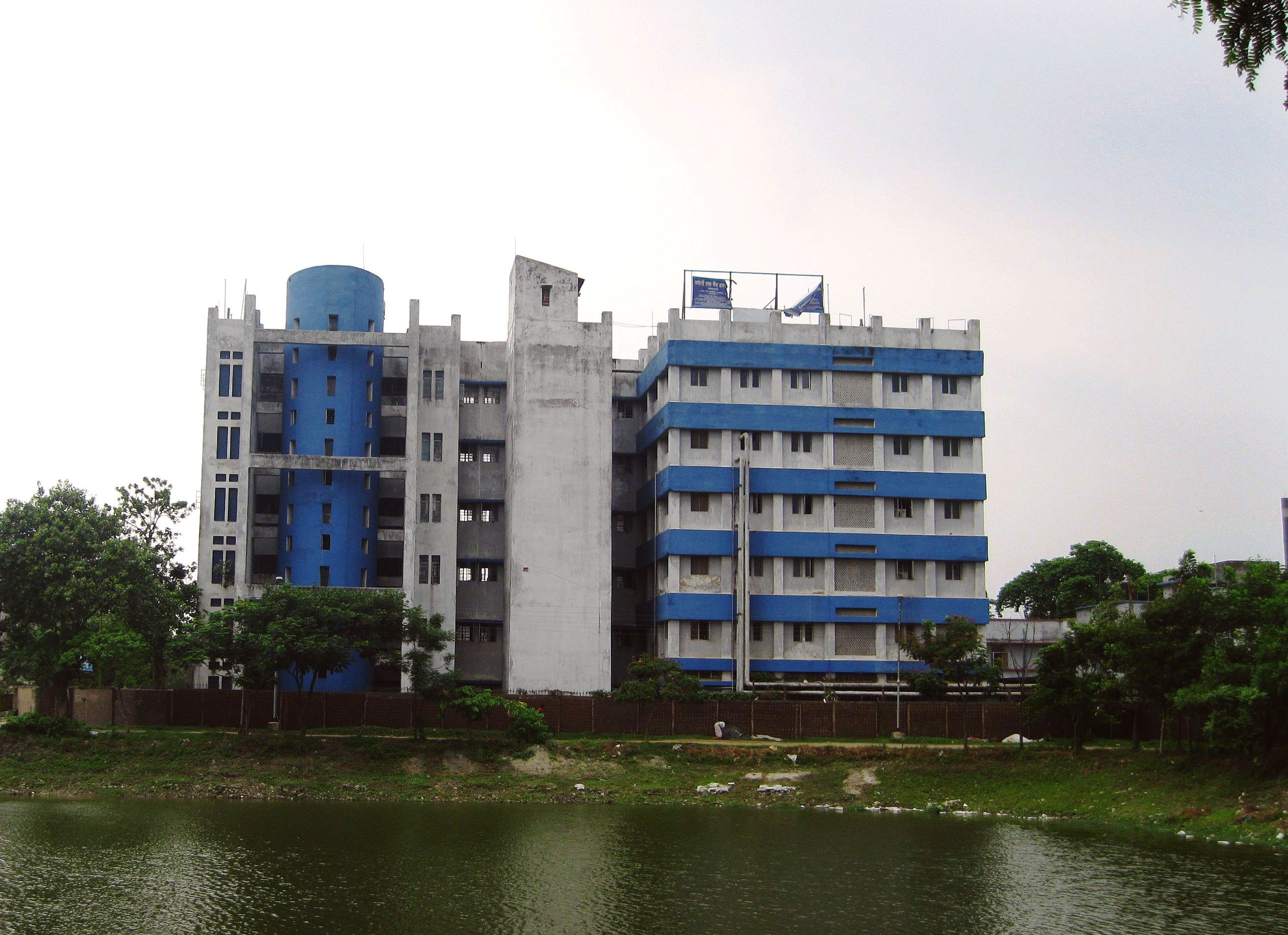
Hospital in Kamarhati
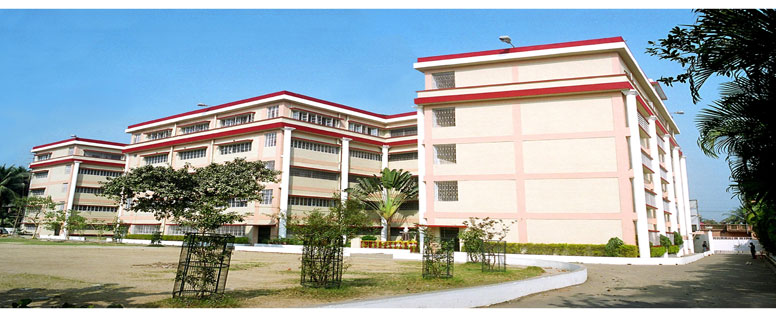
Jesuitenkolleg in Panarhati
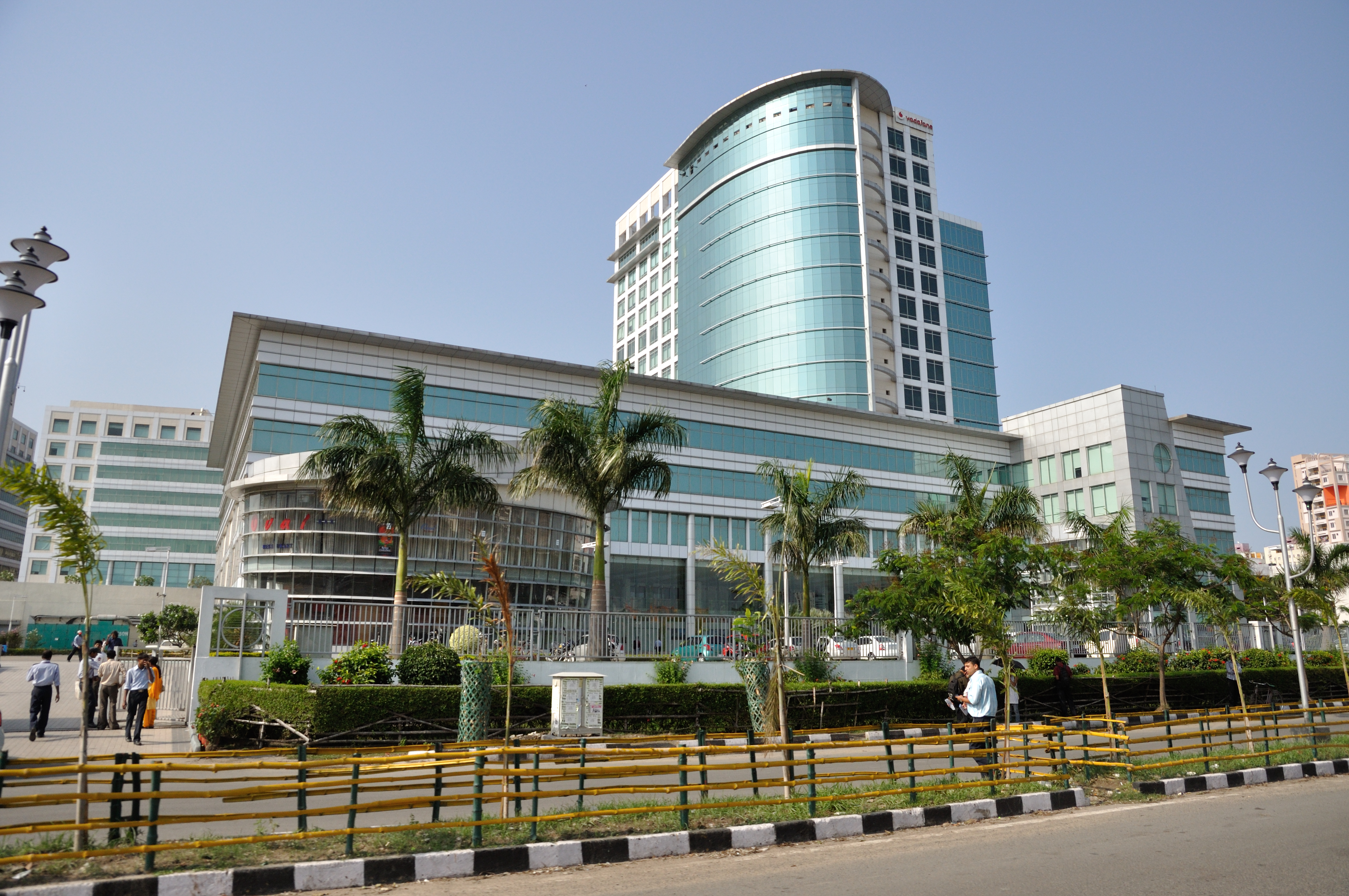
Bürogebäude in Rajarhat